# Tur (Fluss)
Tur (rumänisch Râul Tur; ungarisch Túr) ist ein linker Nebenfluss der Theiß in Rumänien und in Ungarn.
Der Fluss Tur entspringt im Oaș-Gebirge. Er fließt in überwiegend westlicher Richtung durch den Kreis Satu Mare im Norden Rumäniens. Er passiert dabei die Stadt Negrești-Oaș und die Gemeinde Turulung. Für 5,2 km bildet er dann die Grenze zwischen Rumänien und der Ukraine. Für weitere 1,1 km ist er anschließend der Grenzfluss zwischen Rumänien und Ungarn. Er fließt nach Ungarn und mündet bei Szatmárcseke in die Theiß. Der Tur hat eine Länge von 94 km. Sein Einzugsgebiet umfasst 1261 km², davon befinden sich 944 km² in Rumänien und 317 km² in Ungarn. Der mittlere Abfluss des Tur beträgt 8,8 m³/s.